# Tridiagonal matris
En tridiagonal matris är inom matematiken en matris som är "nästan" diagonal, mer specifikt har den nollskilda element endast i huvuddiagonalen samt diagonalerna precis under och över huvuddiagonalen.
En tridiagonal matris kan alltså skrivas:
{\displaystyle {\begin{pmatrix}b_{1}&c_{1}&&&0\\a_{1}&b_{2}&c_{2}&\\&a_{2}&b_{3}&\ddots \\&&\ddots &\ddots &c_{n-1}\\0&&&a_{n-1}&b_{n}\end{pmatrix}}}

## Egenskaper
Tridiagonala matriser är ett specialfall av Hessenbergmatriser.
Om elementen i en tridiagonal matris {\displaystyle A} är symmetriska med avseende på tecknet, dvs {\displaystyle a_{k,k+1}a_{k+1,k}>0}, så kan den via basbyte omvandlas till en hermitesk matris.
Många algoritmer inom linjär algebra är betydligt snabbare när de appliceras på diagonala matriser, något som ofta även gäller för tridiagonala matriser.

## Lösning av tridiagonala system
Ett system av ekvationer Ax = d, där A är tridiagonal kan lösas i O(n) tid.
Om matrisen A ser ut som ovan och vektorerna x och d har elementen xi respektive di kan en lösning fås genom att införa nya variabler:
{\displaystyle c_{i}'={\begin{cases}{\frac {c_{1}}{b_{1}}}&i=1\\{\frac {c_{i}}{b_{i}-c_{i-1}'a_{i-1}}}&i=2,3,\dots ,n-1\end{cases}}}
{\displaystyle d_{i}'={\begin{cases}{\frac {d_{1}}{b_{1}}}&i=1\\{\frac {d_{i}-d_{i-1}'a_{i-1}}{b_{i}-c_{i-1}'a_{i-1}}}&i=2,3,\dots ,n\end{cases}}}
Då en lösning sedan fås genom bakåtsubstitution:
{\displaystyle x_{n}=d_{n}'\,}
{\displaystyle x_{i}=d_{i}'-c_{i}'x_{i+1}\,}